# Angle de posició

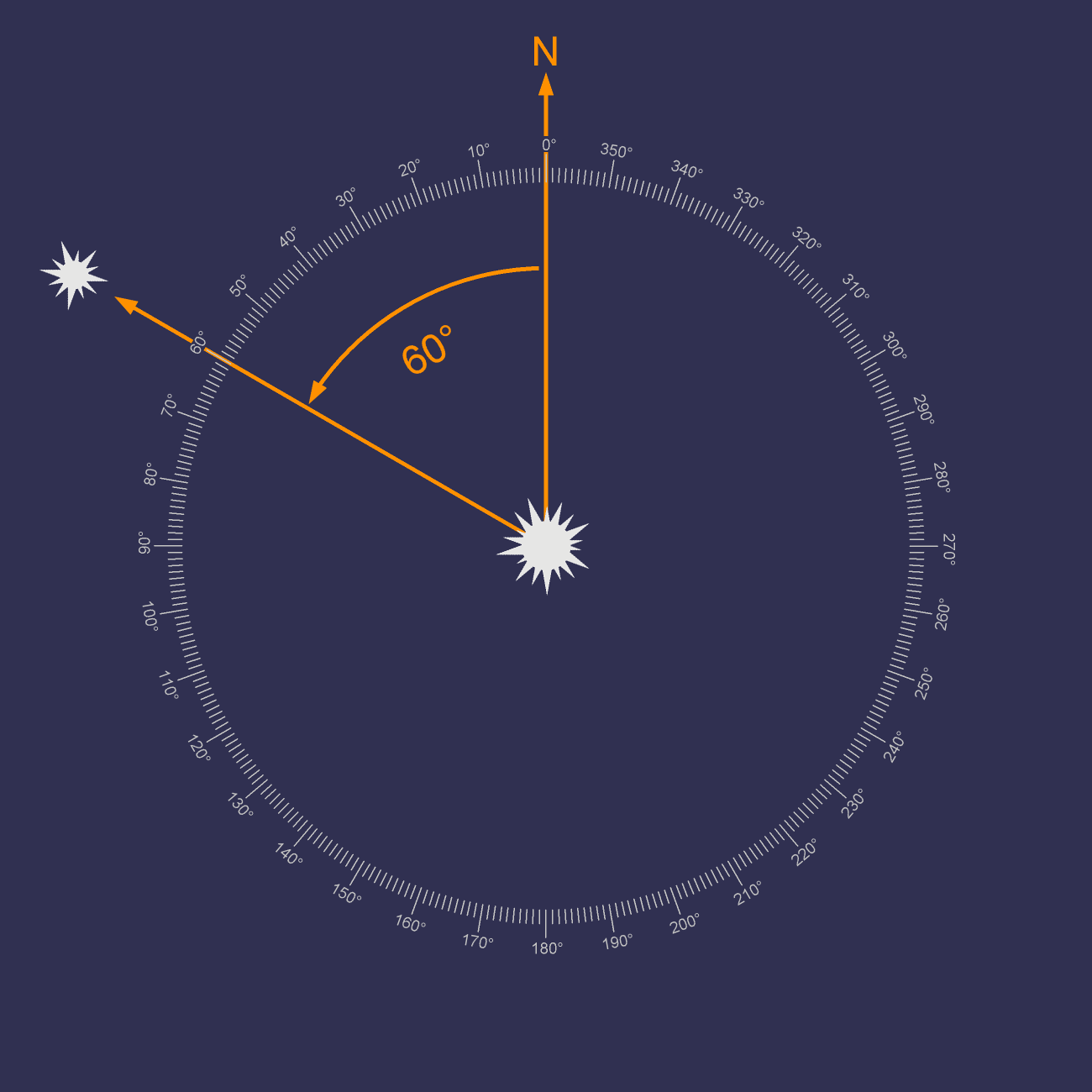
L'angle de posició és una indicació de direcció en el cel, respecte de la direcció del pol nord celeste

L'angle de posició (abreviat AP) és mesura astrofísica lligada a l'observació de les estrelles binàries òptiques; es defineix com la distància angular (en graus) de l'estrella secundària de la primària, respecte al pol nord celeste, assumint com a direcció positiva la de l'est.
Per extensió, el terme també indica, el camp astronòmic, l'orientació del pla equatorial d'un objecte estès, com una galàxia o una nebulosa.
En astronomia representa l'angle mesurat sobre el cantó del disc d'un cos celeste partint del punt nord i seguint en direcció est fins a arribar al punt establert.
En topografia els angles de posició es divideixen en dues categories: horitzontals i verticals.
Si s'agafa un pla horitzontal i es consideren dues semirectes que són la projecció de dues direccions i una d'elles és fixa, l'angle considerat és aquell que aquesta semirecta ha de recórrer en el sentit horari per sobreposar-se a l'altra; i si la posició fixa coincideix amb un meridià l'angle s'anomenarà azimut.
Si es considera un pla vertical, els angles es formen en dues direccions, si una direcció es posa sobre el zenit els angles s'anomenen zenitals, si per contra la direcció és horitzonal, prenen el nom d'inclinació o altura; si la inclinació resulta sobre l'horitzontal, s'anomena angle d'elevació, i si és a sota depressió.

## Càlcul
Si tenim els objectes 1 i 2 amb les coordenades equatorials α1, δ1 i α₂, δ₂, es pot calcular l'angle de posició de l'objecte 1 sobre l'objecte 2 utilitzant:
{\displaystyle P=\arctan \left({\frac {\sin(\alpha _{1}-\alpha _{2})}{\cos(\delta _{2})\tan(\delta _{1})-\sin(\delta _{2})\cos(\alpha _{1}-\alpha _{2})}}\right)}
Si el denominador de la fracció és negatiu, s'ha d'afegir al resultat 180° perquè l'angle de l'interval estigui entre 90° i 270°.

## Exemple

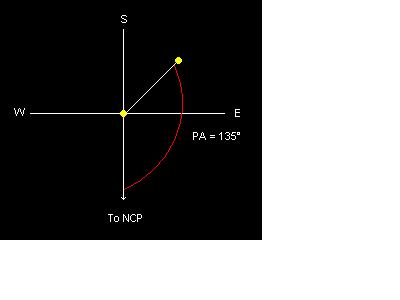
Il·lustració de com es calcula l'angle de posició a través de l'ocular d'un telescopi; l'estrella principal és al centre.

Com il·lustra l'exemple, si s'observés un estel binari hipotètic amb un AP de 135 graus, això significaria que una línia imaginària a l'ocular dibuixada des del pol nord celeste PNC fins al primari (P) es veuria compensada des del secundari (S) de manera que l'angle de PNC-PS seria de 135 graus.
En graficar les òrbites de binàries visuals, la línia de PNC es concep tradicionalment a la baixa, és a dir, amb el nord a la part inferior i el AP es mesura en sentit antihorari, des de 0-359 graus.
També l'angle de moviment propi (vegeu moviment propi) s'anomena a vegades angle de posició.